# Резер (комуна)
Резер (люксемб. Réiser, фр. Roeser, нім. Roeser) — комуна Люксембургу. Входить до складу кантону Еш-сюр-Альзетт в окрузі Люксембург.

## Географія
Площа території комуни складає 23,80 км² (36-е місце за цим показником серед 116 комун Люксембургу).
Висота найвищої точки комуни над рівнем моря становить 311 метрів (109-е місце за цим показником серед комун країни), найнижчої — 256 метрів (68-е місце).

## Демографія
Станом на 2011 рік на території комуни мешкало 5 269 ос.
Динаміка чисельності населення:

## Адміністративний поділ
До складу комуни входять такі поселення:
| Поселення  | Населення за даними переписів: | Населення за даними переписів: | Населення за даними переписів: |
| Поселення  | на 31.03.1981                  | на 01.03.1991                  | на 15.02.2001                  |
| ---------- | ------------------------------ | ------------------------------ | ------------------------------ |
| Берхем     | 313                            | 341                            | 827                            |
| Біванж     | 526                            | 585                            | 594                            |
| Краутем    | 897                            | 1 067                          | 1 228                          |
| Кокельшоєр | 210                            | 224                            | 261                            |
| Ліванж     | 237                            | 250                            | 295                            |
| Пеппанж    | 344                            | 474                            | 570                            |
| Рузер      | 511                            | 547                            | 682                            |